# Navnit Dholakia
Navnit Dholakia (né le 4 mars 1937) est un homme politique libéral démocrate britannique et le leader adjoint des libéraux démocrates à la Chambre des lords.

## Éducation
Formé en Inde et en Tanzanie, Dholakia est venu en Grande-Bretagne pour étudier au Brighton Technical College. Il prend son premier emploi en tant que technicien de laboratoire médical à l'hôpital Southlands de Shoreham-by-Sea.

## Carrière politique
Il milite au parti libéral et est élu au Brighton Borough Council entre 1961 et 1964.
À partir de 1976, il est membre de la Commission pour l'égalité raciale et est impliqué dans l'Autorité de police du Sussex, l'Autorité des plaintes contre la police et la Howard League for Penal Reform. Il est l'actuel président de Nacro et préside également son comité consultatif sur les questions raciales .
Dholakia est créé pair à vie en tant que baron Dholakia, de Waltham Brooks dans le comté de West Sussex le 24 octobre 1997, et siège sur les bancs libéraux démocrates à la Chambre des lords.
De 1997 à 2002, il est whip libéral démocrate à la Chambre et de 2002 à 2004, il est porte-parole des affaires intérieures.
Il est élu président des libéraux démocrates à la fin de 1999 et occupe le poste de 2000 à 2004. En novembre 2004, il est élu co-leader adjoint des libéraux démocrates à la Chambre des lords. En 2010, il devient le seul chef adjoint des libéraux démocrates à la Chambre des lords .
Dholakia est impliqué dans une série d'organisations caritatives, notamment en tant que mécène de la branche britannique de Child In Need India (CINI UK) .
En 1994, il est nommé Officier de l'Ordre de l'Empire britannique (OBE). En 2000, il a été nommé "Asiatique de l'année et remporte le prix Pride of India en 2005. En novembre 2009, il reçoit un doctorat honorifique de l'Université du Hertfordshire. Il est lieutenant adjoint (DL) dans le comté de West Sussex de 1999 à 2012.
Dholakia est nommé au Conseil privé (CP) en décembre 2010.

## Vie privée
Il est marié à Ann McLuskie, depuis 1967. Ils ont deux filles et vivent dans le West Sussex. Il est un hindou d'origine gujarati .